# Dopad pandemie covidu-19 na vědu a technologie
Dopad pandemie covidu-19 na vědu a technologie zahrnuje množství různorodých efektů celosvětové pandemie onemocnění covid-19 způsobovaného virem SARS-CoV-2, která se postupně rozvinula v prvních měsících roku 2020 po prvním výskytu viru v čínském městě Wu-chan zřejmě v listopadu 2019. V souvislosti se změnami fungování každodenního života lidí i v návaznosti na snahu rychle šíření pandemie zastavit došlo sekundárně jak k problémům, tak i k posunům v oblasti technologií.

## Zátěž elektronické infrastruktury
V některých zemích světa začalo docházet k přetěžování internetové sítě díky kombinaci zátěže prací z domova a zvýšeným využíváním internetu pro zábavu. V důsledku toho se začaly množit úvahy o možnosti omezení některých zbytných zatěžujících služeb. Vedle sledování videí ve vysokém rozlišení k přetížení sítě přispěl také velký nárůst v hraní počítačových her přes internet, například v podobě velkého uživatelů platformy Steam. Společnost Netflix po žádosti o uvolnění kapacity sítě ze strany evropského komisaře pro vnitřní trhy rozhodla o snížení maximálního rozlišení streamovaného videa u svých služeb. Dne 25. března společnost Netflix přesto čelila rozsáhlým výpadkům po celém světě souvisejícím zřejmě s přetížením své infrastruktury. Ke snížení datového toku u svých služeb přistoupily také společnosti YouTube, Facebook, Apple, Disney, Sony, Microsoft či Valve. V reakci na tato přetížení některé společnosti provozující infrastrukturu pro elektronickou komunikaci začaly zásadně urychlovat zvyšování její kapacity – například společnost Equinix provozující datacentra urychlila projekt zdesetinásobení datové kapacity z plánovaného roku či dvou do řádu týdnů, počty serverů navyšuje také společnost Netflix.
Dramatický nárůst se odehrál na poli využití komunikačních technologií. Americké internetové společnosti Verizon a AT&T ohlásily velký nárůst i v oblasti hlasových telefonních služeb. Vedle nárůstu běžných hovorů v telefonní síti narostl také rozsah konferenčních videohovorů. V těžce zasažené Itálii například společnost Facebook zaznamenala mezi únorem a březnem meziměsíční nárůst videohovorů o 1000 %. Dramatický nárůst počtu uživatelů zaznamenala služba pro konferenční hovory Zoom, která v reakci na to začala řešit navyšování kapacit významných spojení.
Ve Spojených státech se ukázala jako technologická výzva v důsledku pandemie skokově narůstající nezaměstnanost, díky které se dramaticky navýšila zátěž informačních systémů podpory v nezaměstnanosti. Ty v některých případech stále pracují na 40 let starých sálových počítačích poháněných postupně upravovaným software založeným na jinak již nevyužívaném programovacím jazyce COBOL. Jako problém se ukázal nedostatek programátorů ovládajících tento jazyk schopných pomáhat s navyšováním kapacit systémů.

## Vývoj v oblasti počítačových technologií
Americká vláda ve spolupráci se společností IBM založila COVID-19 High Performance Computing Consortium, jehož cílem je využívat výpočetní kapacitu existujících superpočítačů státních i soukromých institucí ke koordinovanému úsilí o vyvinutí léku či vakcíny proti koronaviru. Zapojeno je celkem 16 superpočítačových systémů o kombinovaném výkonu 330 PFLOPS.
Nejvýkonnější centralizovaný superpočítač světa (k březnu 2020) Summit byl převeden také na práci na výzkumu léku na koronavirus, přičemž 20. března již americká média informovala o prvních sloučeninách doporučených počítačem k dalšímu testování.
K výzkumu proteinů viru se v březnu 2020 připojil projekt distribuovaných výpočtů Folding@home. Výrobce grafických karet Nvidia následně vyzval vlastníky kompatibilních GPU a CPU k poskytnutí svého výpočetního výkonu na pomoc tomuto výzkumu. Po této výzvě došlo ke strmému nárůstu počtu uživatelů poskytujících své počítače v řádech stovek tisíc nových registrací, což vedlo až k přehlcení systému. Dne 25. března administrátoři systému oznámili, že výkon systému (z převážné části nově zaměřený na výzkum proteinů koronaviru), jako první počítačový systém přesáhl výkon 1 exaFLOPS a nadále roste. Výkon Folding@home tak současně přesáhl kombinovaný výkon 100 nejvýkonnějších superpočítačů světa. Část výkonu věnuje na výzkum důležitých proteinů také projekt Rosetta@home, který funguje na platformě BOINC a skrz nějž svoji výpočetní kapacitu poskytly také další pozastavené vědecké projekty.

## Vývoj a výroba medicínského vybavení
Ve Velké Británii výrobce fénů, vysavačů a dalších technologií Dyson na základě výzvy vlády během deseti dnů vyvinul prototyp nového plicního ventilátoru CoVent určeného k masové rychlé produkci k pokrytí nedostatku těchto přístrojů. Následně dostal zakázku na výrobu deseti tisíc kusů pro britskou národní zdravotní službu National Health Service, nicméně na začátku dubna 2020 panovaly obavy, že k dodání potřebných přístrojů nedojde včas tak, aby dokázaly vykrýt očekávaný vrchol jejich potřeby v době vrcholící pandemie.
Ve Spojených státech amerických společnost Virgin Orbit vyvinula spolu s Kalifornskou univerzitou v Irvine a Texaskou univerzitou v Austinu jednoduchý ventilátor určený k masové produkci, o jehož certifikaci u federálního Úřadu pro kontrolu potravin a léčiv dále usilovala. Dále také společnost Ford společně se společnostmi 3M a GE Healthcare, také společnosti Tesla, SpaceX či General Motors začaly pracovat na výrobě ventilátorů a ochranných pomůcek.

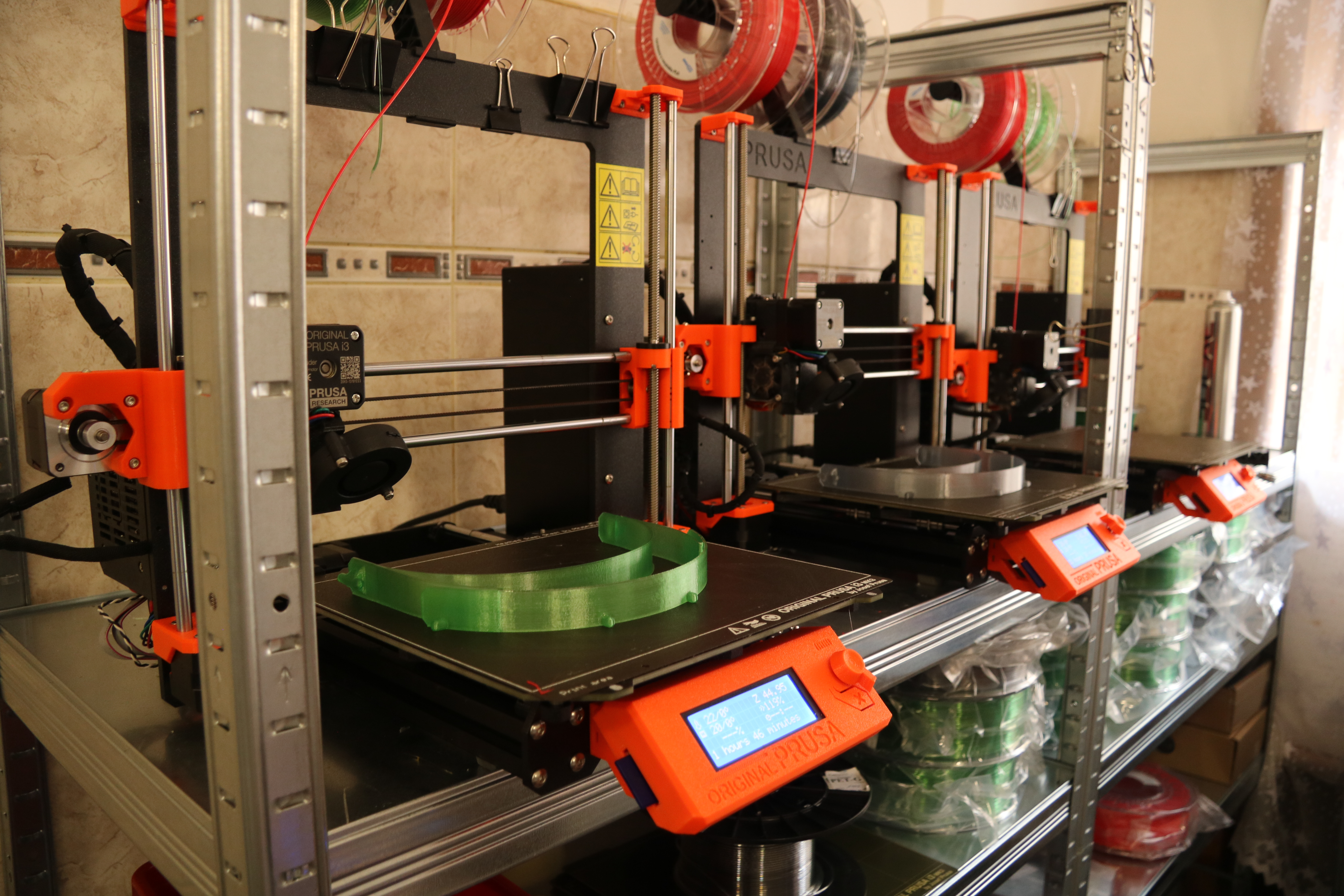
Tisk komponentů obličejových štítů typu Prusa.

V Česku lidé sdružení kolem platformy Covid19 zajistili během týdne a půl vývoj jednoduchého plicního ventilátoru CoroVent, na jehož výrobu následně vybrali pomocí crowdfundingové kampaně zhruba během jednoho dne 14 milionů korun českých, z nichž bylo možné postavit prvních několik set kusů. Dokumentace byla následně uvolněna pod dočasnou licencí open hardware, díky čemuž se otevřela možnost pro výrobu přístroje i pro další subjekty. Společnost Prusa Research navrhla typ obličejového štítu optimalizovaný pro tisk na 3D tiskárně. Tento štít následně začala v počtech desítek tisíců kusů vyrábět a distribuovat do zdravotnických zařízení a dalších organizací. Uvolněná dokumentace současně umožnila tisk štítů i dalším majitelům 3D tiskáren. Tento typ štítů se tak začal tisknout i na dalších místech na celém světě. Ve velkých počtech se štíty začaly tisknout například v pandemií těžce zasažených Spojených státech trpících velkým nedostatkem zdravotních pomůcek. Na Case Western Reserve University ve státě Ohio také došlo i k modifikaci původního designu také pro výrobu technologií vstřikování plastů. Český institut informatiky, robotiky a kybernetiky na ČVUT během několika dnů vyvinul nový typ respirátoru CIIRC RP95-3D určený pro tisk na 3D tiskárně. Jeho certifikace pro třídu FFP3 proběhla obratem a byla zahájena výroba několika stovek kusů denně k distribuci zdravotníkům.
Uskupení izraelských vědců ze soukromého i veřejného sektoru během deseti dnů vyvinulo ventilátor AmboVent-1690-108, který je možné zkonstuovat z běžně dostupných typových součástek bez nutnosti výroby nových částí. Technická dokumentace, seznam částí i zdrojové kódy byly uvolněny pod svobodnou licencí. Následně skupina začala usilovat o zrychlenou certifikaci výrobku jako medicínského vybavení.

## Automobilový průmysl
Kvůli pandemii došlo k pozastavení výroby v mnoha světových automobilových závodech, a to někdy z rozhodnutí jejich vlastníků a někdy v důsledku státních nařízení. 11. května 2020 získala pozornost automobilka Tesla, jejíž majitel Elon Musk prohlásil, že závod v kalifornské Alamedě otevře navzdory přímému zákazu místní vlády.

## Zpřístupnění placených služeb
Internetový portál s pornografií PornHub v rámci kampaně apelující na to, aby lidé zůstávali pokud možno co nejvíce doma poskytl postupně v několika zemích světa všem uživatelům po jednoduché registraci prémiový tarif na měsíc zdarma.
V Česku společnosti T-Mobile a O2 poskytly svým zákazníkům přístup k neomezeným mobilním datům a některé další služby. Ve Velké Británii k tomuto kroku přistoupil operátor Vodafone.
Dočasně zdarma a následně v časově rozšířeném režimu poskytovala v České republice službu sdílení kol společnost Rekola.

## Úpravy dopravního režimu
V důsledku potřeby zajistit bezpečnou dopravu jinak než prostředky městské hromadné dopravy a současně umožnit lidem pohyb venku při zachování bezpečné vzájemné vzdálenosti přistoupila řada měst v různých částech světa k rozšiřování prostoru pro cyklistickou a pěší dopravu ve městech – k redukci počtu pásů určených pro automobilovou dopravu či přímo k uzavření celých ulic pro průjezd automobilů.

## Školství v době lockdownů
Školství bylo jedním z oblastí, které byly silně ovlivněny pandemií covidu-19. Zavření škol po celém světě vedly k přechodu na distanční vzdělávání, což vyžadovalo rychlou adaptaci technologií a e-learningových platform. Tyto opatření měly významný dopad na studenty, učitele i rodiče, kteří museli čelit technickým výzvám a narušení tradičního vzdělávacího prostředí. Navzdory těmto výzvám se však učitelé a instituce snažili zajistit, aby studenti mohli pokračovat ve svém vzdělávání. Dopad pandemie covidu-19 na školství ukázal, jak důležité je připravit se na budoucí krize a zajistit, aby bylo možné rychle přejít na alternativní formy vzdělávání.